# Julius Eisenecker
Julius Eisenecker (21 de marzo de 1903-12 de octubre de 1981) fue un deportista alemán que compitió en esgrima, especialista en las modalidades de florete y sable.
Participó en dos Juegos Olímpicos de Verano, obteniendo dos medallas de bronce en Berlín 1936. Ganó cuatro medallas de bronce en el Campeonato Mundial de Esgrima entre los años 1931 y 1937.

## Palmarés internacional
| Juegos Olímpicos   | Juegos Olímpicos   | Juegos Olímpicos  | Juegos Olímpicos    |
| Año                | Lugar              | Medalla           | Prueba              |
| ------------------ | ------------------ | ----------------- | ------------------- |
| 1936               | Berlín (Alemania)  | Medalla de bronce | Florete por equipos |
| 1936               | Berlín (Alemania)  | Medalla de bronce | Sable por equipos   |
| Campeonato Mundial |                    |                   |                     |
| Año                | Lugar              | Medalla           | Prueba              |
| 1931               | Viena (Austria)    | Medalla de bronce | Sable por equipos   |
| 1934               | Varsovia (Polonia) | Medalla de bronce | Florete por equipos |
| 1935               | Lausana (Suiza)    | Medalla de bronce | Sable por equipos   |
| 1937               | París (Francia)    | Medalla de bronce | Sable por equipos   |